# Andersen
Andersen je priimek več znanih oseb:
- Benny Andersen (1929—2018), danski pesnik in skladatelj
- Børge Andersen (1934—1993), danski mednarodni šahovski mojster
- Bridgette Andersen, ameriška igralka
- Ditte Andersen (*1975), danska rokometašica
- Erik Bo Andersen (*1970), danski nogometaš
- Gil Andersen (1879—1935), norveško-ameriški dirkač
- Greta Andersen  (1927—2023), dansko-ameriška plavalka
- Gunnar Andersen (1890—1968), norveški nogometaš in smučarski skakalec
- Hans Christian Andersen (1805—1875), danski književnik
- Hjalmar Andersen (*1975), norveški nogometaš
- Hjalmar Andersen (1923—2013), norveški hitrostni drsalec
- John W. Andersen, ameriški vojaški veteran
- Kristine Andersen (*1976), danska rokometašica
- Lale Andersen (1905—1972), nemška pevka in igralka
- Mads Kruse Andersen (*1978), danski veslač
- Martin Andersen (*1977), norveški nogometaš
- Sarah Andersen (*1962), ameriška ilustratorka in avtorica risank ter spletnega stripa
- Soren Andersen (*1970), danski nogometni vratar
- Stephan Andersen (*1981), danski nogometaš
- Tryggve Andersen (1866—1920), norveški pisatelj
- glej tudi priimke Anderson, Anders itd.